# وزارة التنسيق بين المقاطعات (باكستان)
وزارة التنسيق بين المقاطعات (بالأردوية: وزارت بین الصوبائی رابطہ)‏
( MoIPC ) هي وزارة تابعة لحكومة باكستان . مجلس المصالح المشتركة التابع للوزارة أو (CCI) هو هيئة دستورية في باكستان. يعمل على حل نزاعات تقاسم السلطة بين الاتحاد والمقاطعات التابعة له. وتتولى الوزارة التنسيق بين الحكومة الاتحادية وحكومات المقاطعات. فهو يساعد كلا من الكيانات الإقليمية والاتحادية في توفير توحيد النهج في صياغة السياسات التي تهم كليهما. ويرأسها حاليًا إحسان الرحمن مزاري اعتبارًا من 21 أبريل 2022. 

## الإدارات والجهات التابعة لها
- مجلس المصالح المشتركة
- لجنة التنسيق بين المقاطعات[2]
- مجلس الكريكيت الباكستاني
- مجلس الرياضة الباكستاني
- النادي الريفي و الرش بالبندقية [2]
- المجلس الطبي البيطري الباكستاني
- دائرة الخدمات السياحية[2]
- لجنة الأراضي الاتحادية[2]
- برنامج التدريب الوطني[2]